# لنچه
لنچه (به لاتین: Leńcze؛ تلفظ لهستانی: [ˈlɛɲt͡ʂɛ]؛ یک منطقهٔ مسکونی در لهستان است که در گمینا کالواریا زبژدووسکا واقع شده‌است.
لنچه ۴۷۵ متر بالاتر از سطح دریا واقع شده‌است.